# Cenobio de Florencia
San Cenobio (en italiano: San Zanobi, Zenobio) (337-417) es venerado como el primer obispo de Florencia. Su fiesta se celebra el 25 de mayo.

## Vida

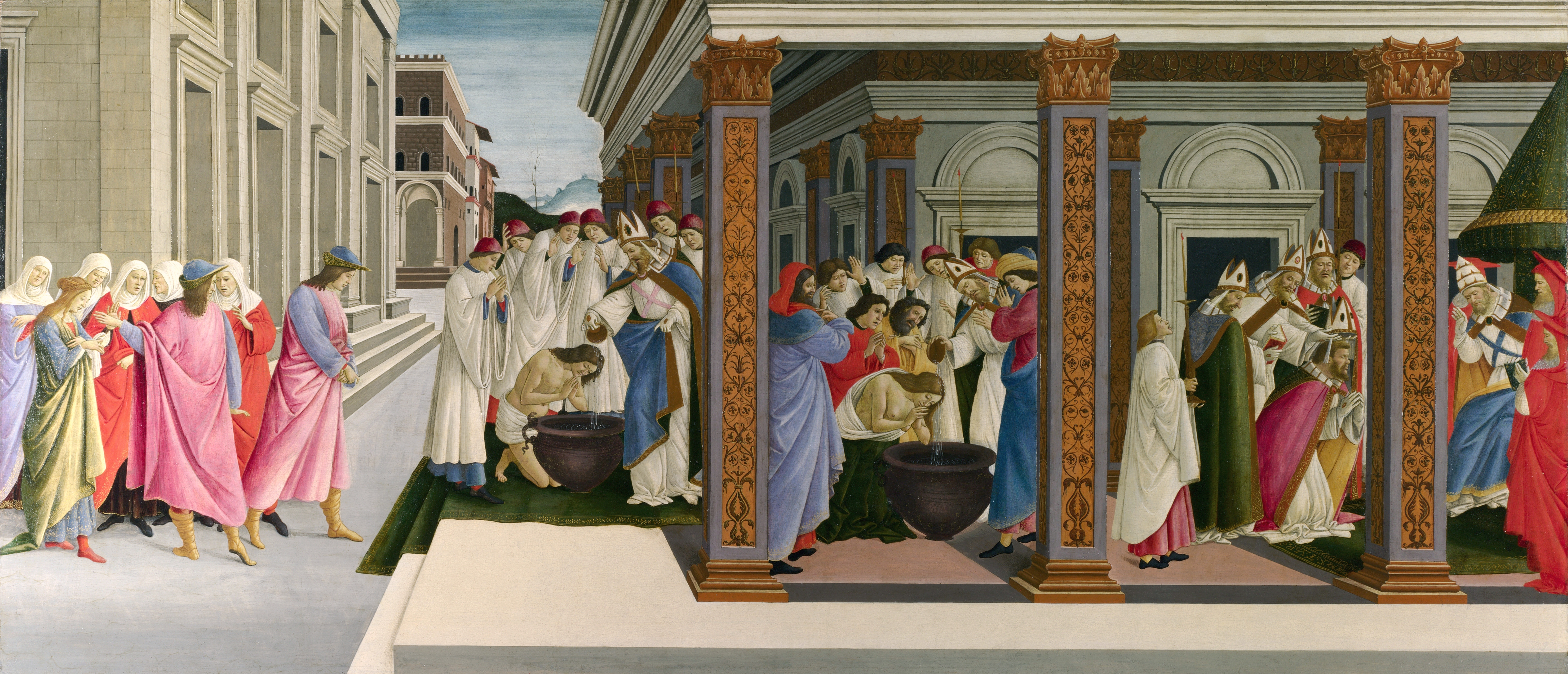
El bautismo de San Cenobio y su designación como obispo, Sandro Botticelli

Nacido de una familia noble florentina, Cenobio fue educado por sus padres en el paganismo. Cayó bajo la influencia temprana del obispo Teodoro (quien lo bautizó), y después de mucha oposición, logró convertir a su padre y a su madre al cristianismo. Abrazó el estado clerical y rápidamente ascendió a la posición de archidiácono, cuando sus virtudes y poderes notables como predicador lo hicieron conocer a Ambrosio de Milán, quien aconsejó a Dámaso I (r 366-386) para que lo llamase a Roma. El papa le encomendó varias misiones importantes, incluida una legación a Constantinopla. A la muerte de Dámaso, regresó a su ciudad natal, donde reanudó sus labores apostólicas, y tras la muerte del obispo de esa sede, Cenobio fue designado para sucederlo con gran alegría del pueblo. Sus diáconos son venerados como San Eugenio y San Crescencio. Evangelizó por completo Florencia y sus alrededores y combatió el arrianismo.
De acuerdo con su biógrafo y sucesor en la Sede de Florencia, Antonio, murió en su año nonagésimo, en 424; pero, como también señala que Inocencio I (fallecido en 417) era en ese momento papa, la fecha es incierta.
Existen motivos para creer que realmente murió en 417, el 25 de mayo, día en que la antigua torre, donde se supone que vivió cerca del Ponte Vecchio (Florencia), es decorada anualmente con flores.

## Veneración
Su cuerpo fue enterrado en la Basílica de San Lorenzo (Florencia) (consagrada por San Ambrosio en 393), y posteriormente fue trasladado a la iglesia catedral de Santa María del Fiore.
En la parte posterior de la mitad de los tres ábsides se encuentra el altar de San Cenobio. Su relicario de bronce, diseñado alrededor de 1440, una obra maestra de Ghiberti, contiene la urna con sus reliquias. El relieve central muestra uno de sus milagros, la resurrección de un niño muerto. Sobre este relicario se sitúa la pintura La Última Cena de Giovanni Balducci. También hubo un panel de mosaico de pasta de vidrio, El busto de San Cenobio, obra del miniaturista del siglo XVI Monte di Giovanni del Fora, aunque actualmente se exhibe en el Museo dell'Opera del Duomo.

## Milagros

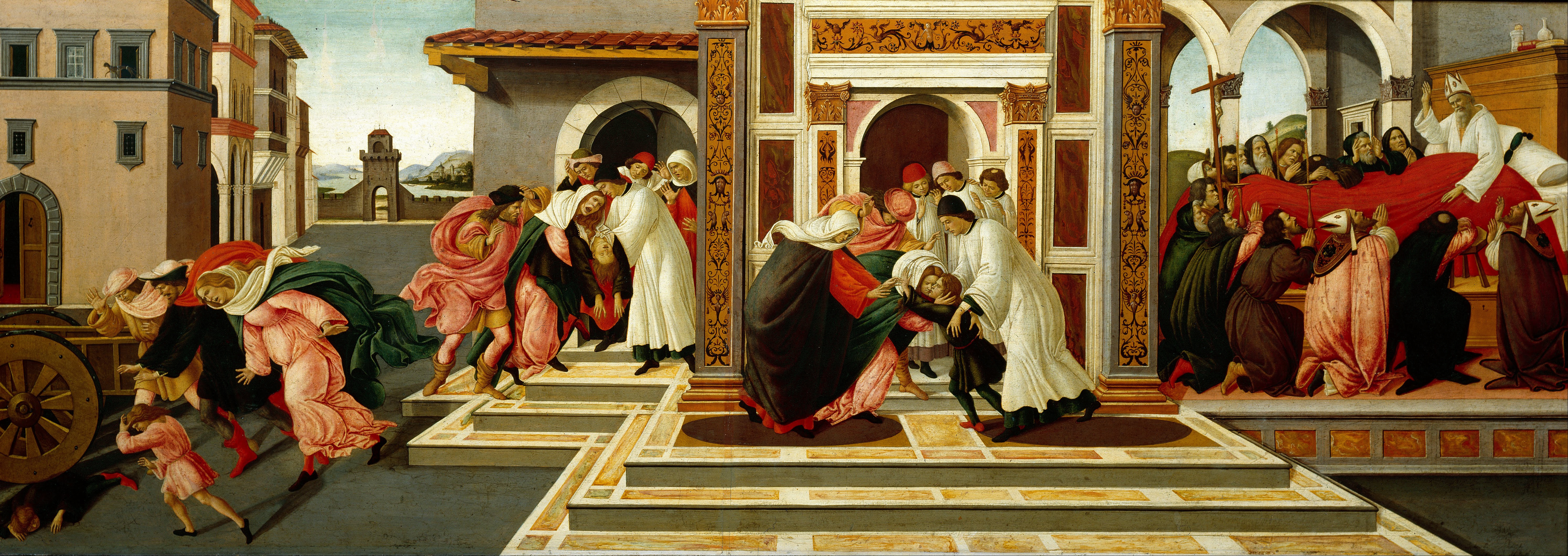
Último milagro y muerte de San Cenobio, por Sandro Botticelli

Se le atribuyen extraordinarios milagros, incluyendo varias episodios de resurrección de personas muertas. También se dice que después de su muerte, un olmo muerto recuperó la vida después de que su cuerpo lo tocó mientras era llevado a la catedral para su entierro.
Una leyenda dice que un niño fue atropellado por un carro mientras jugaba. Su madre, viuda, lloraba cuando llevó el niño muerto al diácono de Cenobio. Por medio de una oración, San Cenobio revivió al niño y lo devolvió a su madre.

## En el arte
Cenobio se representa a menudo con un niño u hombre muerto en sus brazos, o un olmo en flor, ambos en referencia a sus milagros.
Sandro Botticelli representó la vida de San Cenobio en cuatro pinturas. En la primera escena, Cenobio se aparece dos veces: rechaza a la novia que sus padres quisieron que aceptase en matrimonio y se aleja pensativamente. Los otros episodios muestran el bautismo del joven Cenobio y su madre, y a la derecha su ordenación como obispo.
En las paredes del Palazzo Vecchio se conservan frescos pintados por Domenico Ghirlandaio en 1482. La apoteosis de San Cenobio fue pintada con una ilusión de perspectiva al fondo.

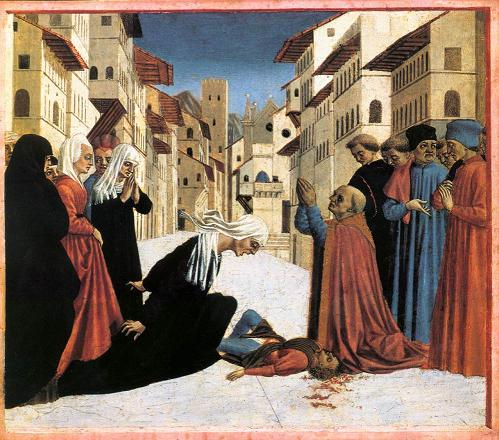
Domenico Veneziano, San Cenobio realiza un milagro, 1445.
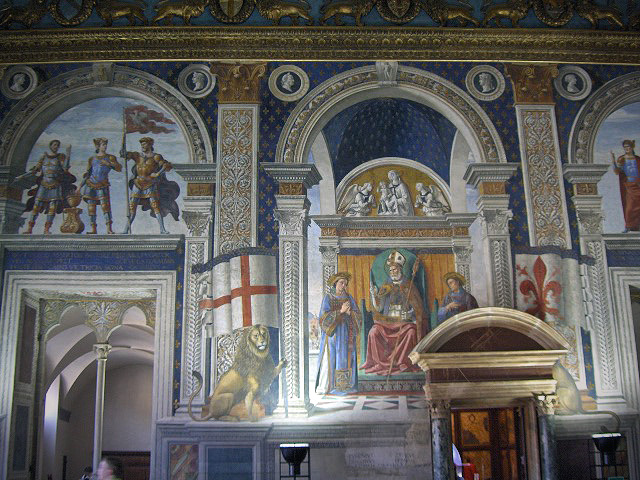
Fresco mural de San Cenobio en la Sala dei Gigli, Palazzo Vecchio, Florencia.
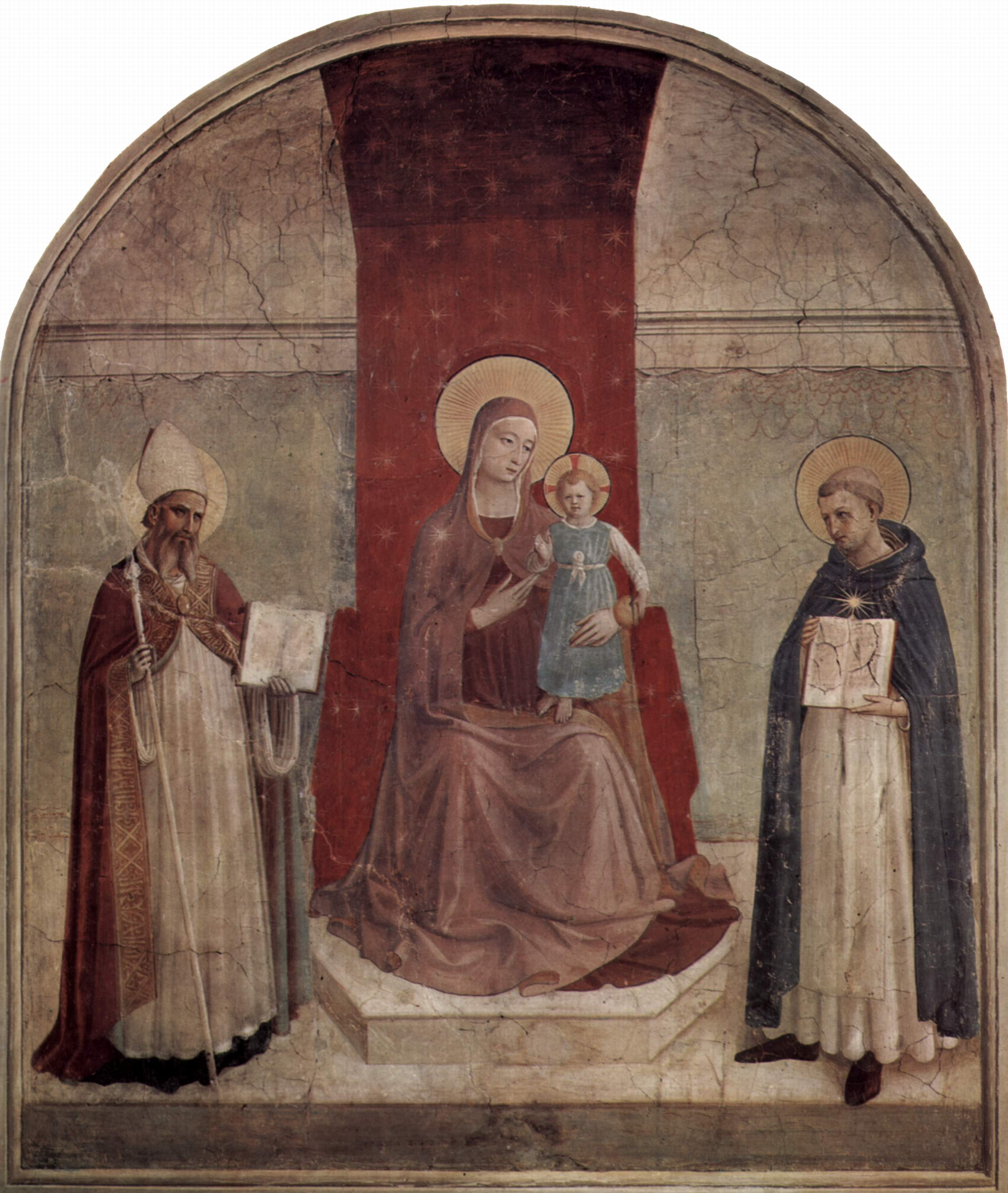
Madonna con Santo Domingo (derecha) y San Cenobio (izquierda), por Fra Angélico.
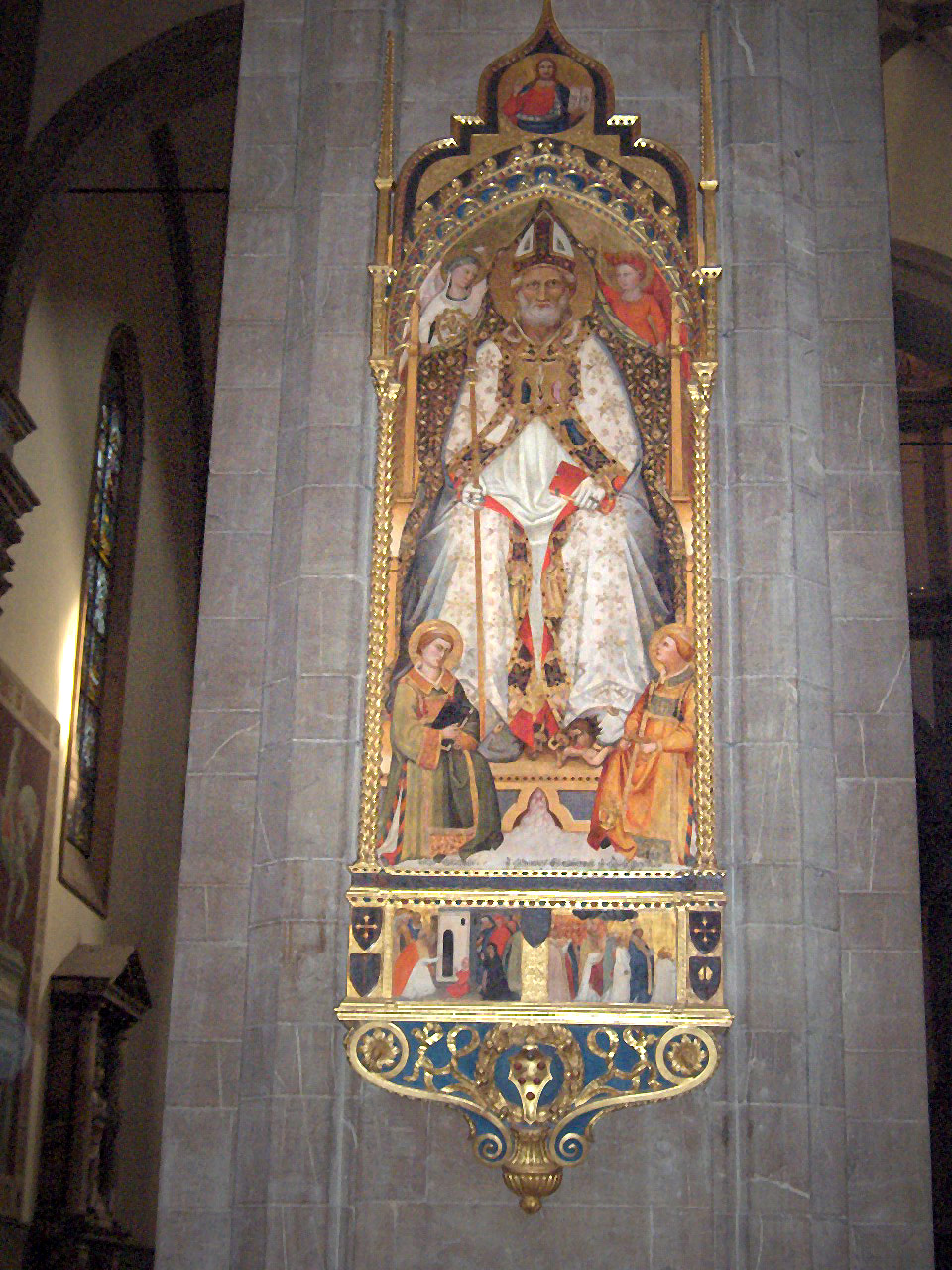
San Cenobio (sentado), con sus diáconos San Crescencio y San Eugenio (a sus pies). Pintura en un pilar del Duomo (Catedral de Santa María del Fiore, Florencia).
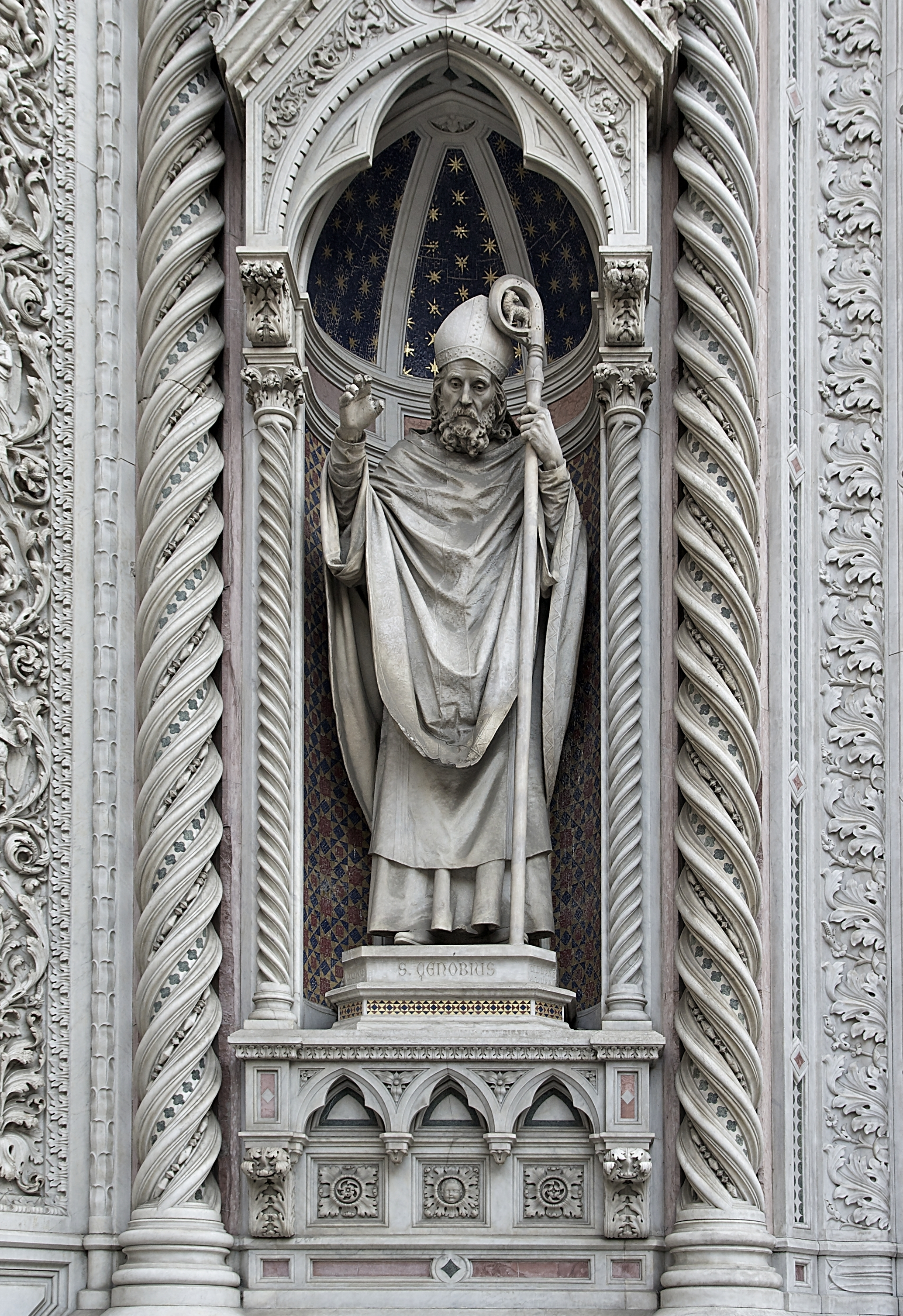
San Cenobio, fachada de la Catedral de Santa María del Fiore, Florencia